# Јамалија
Јамало-ненецки аутономни округ (рус. Яма́ло-Нене́цкий автоно́мный о́круг, ненец. Ямалы-Ненёцие автономной окрук) је конститутивни субјект Руске Федерације са статусом аутономног округа на простору Уралског федералног округа у азијском делу Русије. Округ уједно припада територији Тјуменске области.
Административни центар аутономног округа је град Салехард.
Јамалија има површину од 750.300 km², и само 539.953 становника по процени из 2015.

## Етимологија
Аутономни округ носи име по полуострву Јамал који у целости припада овом округу и на ком се налази најсевернија тачка округа 73° северне географске ширине, 800 km од Арктичког круга.
Топоним полуострва Јамал, потиче од самоједских речи: ја — „земља”, мал — „крај”, што би значило „Земља краја” или „Земља на крају света”.

## Становништво
| 1989.   | 2002.   | 2010.   |
| ------- | ------- | ------- |
| 486,164 | 507,006 | 522,904 |